# كارل لارك-هوروفيتس
كارل لارك-هوروفيتس (بالإنجليزية: Karl Lark-Horovitz)‏ (و. 1892 – 1958 م) هو فيزيائي، وأستاذ جامعي من الولايات المتحدة الأمريكية .